# Neeme Järvi
Neeme Järvi (ur. 7 czerwca 1937 w Tallinnie)  – amerykański dyrygent pochodzenia estońskiego.

## Życiorys
W latach 1955–1960 studiował dyrygenturę w Konserwatorium Petersburskim pod kierunkiem Jewgienija Mrawinskiego i Nikołaja Rabinowicza . W latach 1960–1980 był dyrektorem muzycznym Estońskiej Narodowej Orkiestry Symfonicznej i równocześnie Opery w Tallinnie (1966–1979). Utworzył tam również orkiestrę kameralną . Dyrygował operą i baletem w Moskwie i Leningradzie, a po zdobyciu w 1971 pierwszej nagrody w konkursie dyrygenckim Accademia di S Cecilia zaczął występować w innych krajach Europy, Kanadzie, Meksyku i Japonii .

## Kariera
W 1979 odbył tournee po USA, debiutując w Metropolitan Opera spektaklem Eugeniusza Oniegina Czajkowskiego i dyrygując czołowymi amerykańskimi orkiestrami, takimi jak Filharmonią Nowojorską, Orkiestrą Filadelfijską, Bostońską Orkiestrą Symfoniczną i innymi . 
W 1980 wyemigrował do Stanów Zjednoczonych, siedem lat później otrzymał amerykańskie obywatelstwo .
W latach 1981–1984 był pierwszym dyrygentem gościnnym City of Birmingham Symphony Orchestra, w 1982 pierwszym dyrygentem Gothenburg Symphony Orchestra, a w latach 1984–1988 pierwszym dyrygentem Scottish National Orchestra w Glasgow . W 1990 został mianowany dyrektorem muzycznym Detroit Symphony Orchestra, stanowisko to piastował do 2005. W latach 2005–2009 był pierwszym dyrygentem i dyrektorem muzycznym New Jersey Symphony Orchestra , a następnie dyrektorem muzycznym Residentie Orchestra of The Hague i Orchestre de la Suisse Romande.

## Nagrania
Järvi jest jednym z najczęściej nagrywanych dyrygentów na świecie . W swoim dorobku ma ponad 400 płyt nagranych dla wytwórni Deutsche Grammophon, Chandos, BIS, Orfeo, EMI, BMG . Najbardziej znaczące są cykle dzieł orkiestrowych Prokofjewa, Szostakowicza, Richarda Straussa, Mahlera, Dvořáka, Głazunowa, Griega, Sibeliusa, Nielsena i Brahmsa . Promuje też mniej znanych kompozytorów, takich jak Wilhelm Stenhammar, Hugo Alfvén, Niels Wilhelm Gade, Franz Berwald, Johan Svendsen, Johan Halvorsen oraz kompozytorów z jego rodzinnej Estonii, m.in. Rudolfa Tobiasa, Artura Kappa, Eduarda Tubina i Arvo Pärta . Mimo późnego wieku wciąż jest aktywny zawodowo. W samym tylko 2016 nagrał aż siedem nowych płyt, w tym kontynuację cyklu symfonicznego poświęconego szwedzkiemu kompozytorowi Kurtowi Atterbergowi, nagranego z Gothenburg Symphony Orchestra.

## Odznaczenia i wyróżnienia
Järvi został uhonorowany wieloma międzynarodowym nagrodami, wyróżnieniami. Jest doktorem honoris causa kilku uczelni, w tym Estońskiej Akademii Muzyki i Teatru, Wayne State University, University of Michigan, University of Aberdeen i szwedzkiej Królewskiej Akademii Muzycznej. Został także odznaczony przez prezydenta Estonii Lennarta Meriego Orderem Herbu Państwowego III Klasy, a także otrzymał tytuł Komandora Orderu Gwiazdy Polarnej od króla Karola XVI Gustawa .

## Rodzina
Neeme Järvi jest ojcem dyrygentów Paavo Järviego i Kristjana Järviego oraz flecistki Maariki Järvi.